# Anochanus sinensis
Anochanus sinensis is een zee-egel uit de orde Cassiduloida.
De wetenschappelijke naam van de soort werd in 1868 gepubliceerd door Adolph Eduard Grube. De relatie van deze soort met andere taxa uit de orde is nog onduidelijk.